# Cotxeres de la plaça Emili Sala 12 d'Alcoi
Les cotxeres de la plaça Emili Sala 12 de la ciutat d'Alcoi (l'Alcoià), País Valencià, són una construcció d'estil modernista valencià construïdes l'any 1905 projectades per l'arquitecte contestà Timoteo Briet Montaud.
Les cotxeres van ser edificades un any després de la construcció de la Casa Laporta i es troben en la part posterior de la mateixa. L'edificació, de dimensions reduïdes, consta de planta baixa i una altura.
En la planta baixa disposa d'un ampli portal en fusta, per a l'entrada i eixida de carruatges i cotxes de la Casa Laporta, i està treballada en pedra. Al costat de la porta hi ha dues xicotetes finestres.
Per contra, la primera planta es troba construïda en rajola massissa, fet poc usual en les construccions modernistes d'Alcoi. La terrassa de l'edifici disposa d'una xicoteta barana de ferro.